# Сурури
„Сурури“ (на турски: Sururi) е квартал на Истанбул, разположен в градска околия Фатих. Общата му площ е 0,063 км2. Според данни на Адресната система за регистриране на населението (ABPRS) към 2024 г. населението на „Сурури“ е 40 жители.